# Cyphomyrmex strigatus
Cyphomyrmex strigatus är en myrart som beskrevs av Mayr 1887. Cyphomyrmex strigatus ingår i släktet Cyphomyrmex och familjen myror. Inga underarter finns listade i Catalogue of Life.